# Ostaszów
Ostaszów (1936–1945 niem. Hierlshagen) – wieś w Polsce położona w województwie dolnośląskim, w powiecie polkowickim, w gminie Przemków.

## Historia
Wieś powstała w 1936 roku jako modelowa wioska z 42 gospodarstwami, została zbudowana przez Reichsarbeitsdienst i nazwana imieniem jego przywódcy Konstantina Hierla.

## Podział administracyjny
W latach 1975–1998 miejscowość administracyjnie należała do województwa legnickiego.

## Kluby sportowe
W Ostaszowie jest także klub piłkarski pod nazwą LZS Ostaszów, który obecnie (sezon 2014/2015) występuje w klasie A, grupa Legnica I. Drużyna dysponuje boiskiem o wymiarach: 105 × 65 m, oraz trybunami o pojemności 500 miejsc (w tym: 200 miejsc siedzących).